# Múscul tibial anterior
El múscul tibial anterior és un dels músculs que es troben a la part anterior de la cama.

## Origen
- A l'extremitat proximal de la tíbia per sota del còndil lateral.
- Als dos terços superiors de la cara lateral de la tíbia.
- A la fàscia crural

## Inserció
- Al marge medial de la base del primer metatarsià.
- A la superfície plantar de l'os cuneïforme medial.

## Acció
Flexió dorsal i inversió del peu.

## Galeria

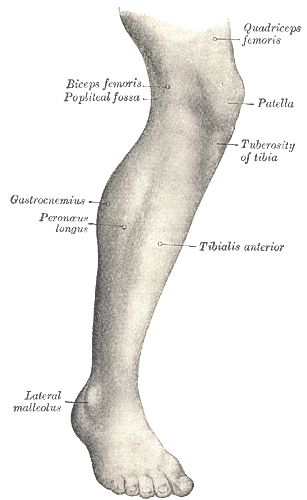
Peu2 = Visió lateral de la cama dreta.
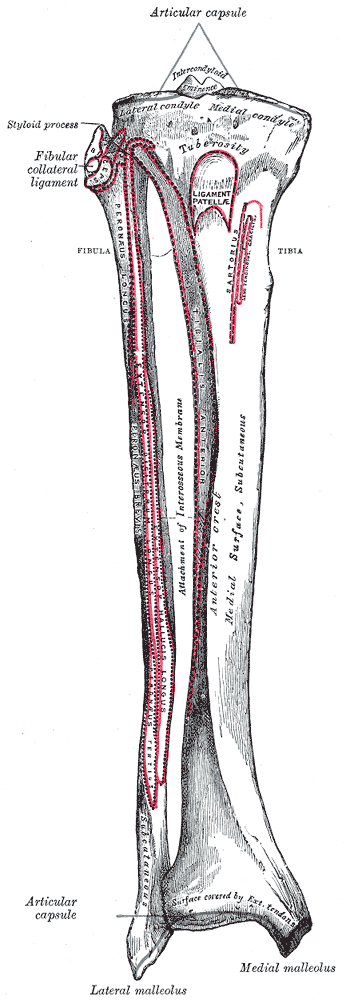
Ossos del peu dret. Cara anterior.
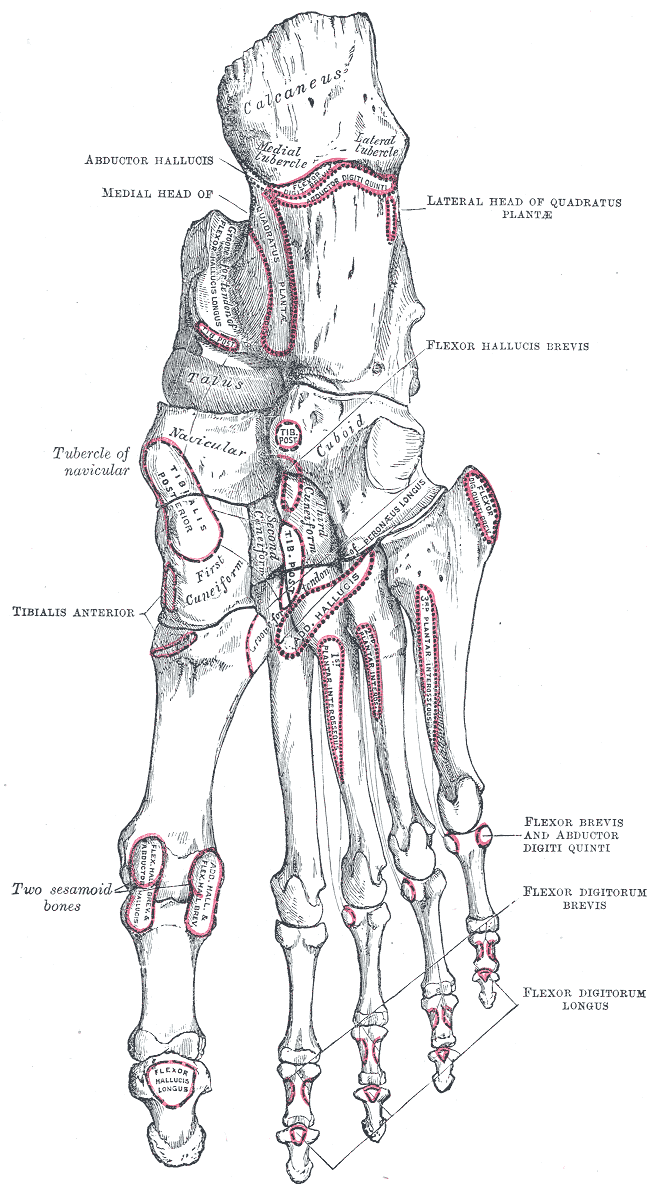
Ossos del peu dret. Cara plantar.
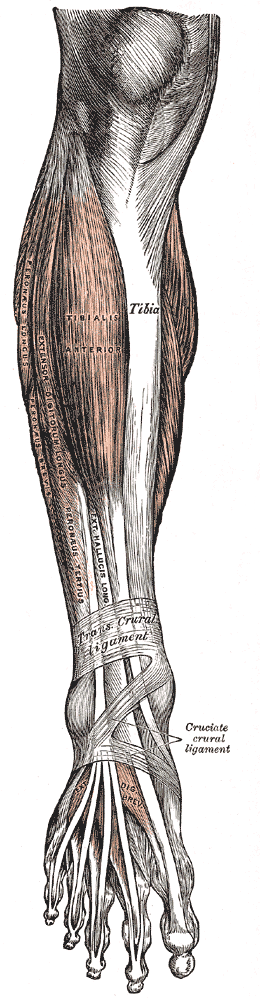
Cara anterior de la cama
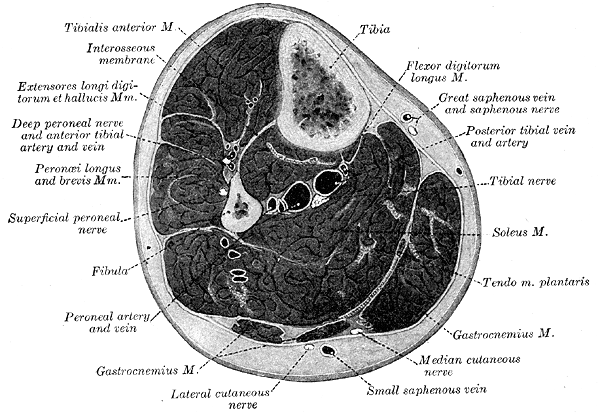
Tall transversal del mig de la cama.
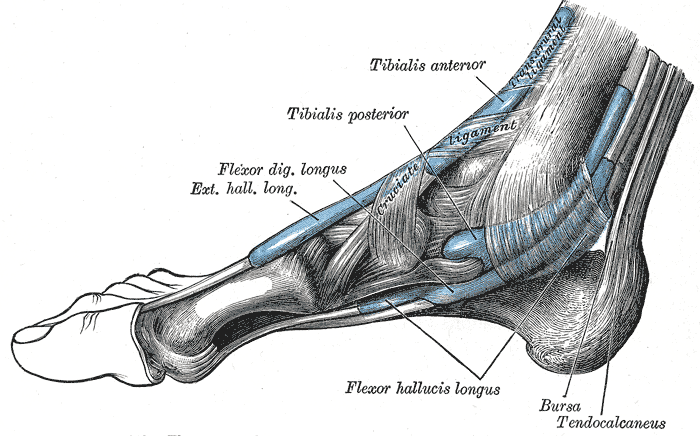
Les beines dels tendons al voltant del turmell. Visió medial.
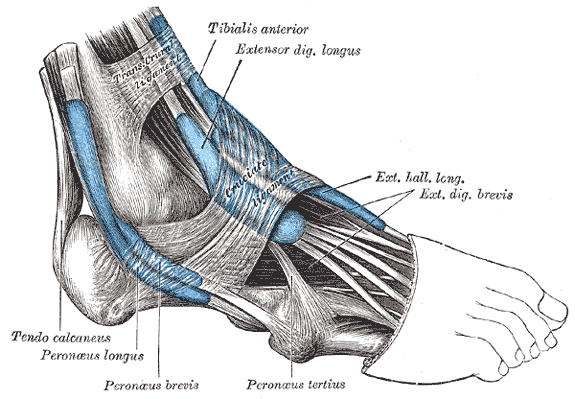
Les beines dels tendons al voltant del turmell. Visió lateral.